# Кацура, Олег Геннадьевич
Олег Геннадьевич Кацу́ра (14 марта 1960, Москва, РСФСР, СССР — 27 июня 2021, Москва, Россия) – советский и российский певец и музыкант, сооснователь группы «Класс». Первый исполнитель песен «Большая медведица» (позже спетой Михаилом Боярским), «Малина» и «Этажи» (спетых «Иванушками International»).

## Биография
Родился 14 марта 1960 года в Москве. С детства начал увлекаться музыкой. В 1979–1981 годах служил в армии. 

### Творчество
В 14 лет Кацура основал свой первый ансамбль, исполнявший каверы зарубежных рок-групп, где играл на бас-гитаре. В 1976 году Кацура стал членом Московского объединения музыкальных ансамблей. Играл в ресторане, вошёл в состав группы «Замкнутый круг». 
В начале 1979 года Олег Кацура и сотоварищи поехали в город Гудаута играть на танцах уже как профессиональный коллектив. В качестве сессионного музыканта с ними поехал гитарист-виртуоз Виктор Зинчук. В конце 70-х сотрудничал с гитаристом Виктором Зинчуком.
В 1979-81 гг. служил в армии, и там, естественно, играл в оркестре и в эстрадном ансамбле. После армии некоторое время ещё работал в МОМА.
После армейской службы Кацура познакомился с музыкантом и композитором Игорем Матвиенко, который включил его в ансамбль под управлением Вячеслава Добрынина (в 1983 году переименован в «Здравствуй, песня»). В этом ансамбле Кацура стал одним из солистов, наряду с Сергеем Мазаевым и Николаем Расторгуевым.
Кацура получил известность, когда его песня «Старый альбом» была показана в передаче «Утренняя почта». В начале 1985 года на Старый Новый год, в «Утренней почте» прошёл эфир песни «Большая Медведица» (за год до записи этой песни М. Боярским). После этой передачи Олегу позвонили от Павла Слободкина. 
Так он попал в ансамбль «Весёлые ребята». Он и не мечтал даже работать в таком коллективе, но это свершилось. Состав был таким: А. Буйнов, А. Глызин, С. Рыжов, Ю. Китаев, И. Гатауллин. Олег выучил все сольные партии на гитаре, и ему доверили спеть песню «Мы ловили журавля».
В 1984 году параллельно Кацура был участником московской группы «Наутилус» (Е. Маргулис, С. Кавагое, К. Покровский).
В 1987 году Кацура основал синти-поп-группу «Класс». В составе «Класса» хитами Кацуры стали песни «Нетелефонный разговор» и «Мы ребята — высший класс». После «Класса» – совместно с Матвиенко была группа «Малахит», вскоре переименованная в «Нетелефонный разговор». Затем Матвиенко уже вплотную занялся своим любимым детищем – группой «Любэ», а Кацура начал сольную карьеру.
Кацура сотрудничал также с музыкальными группами «Весёлые ребята», «Наутилус», «Бродячие артисты».
В 1990 году Кацура начал сольную карьеру. Участвовал в записи альбомов «Песни о людях», «Полустаночки» группы Любэ, «Твои письма» группы Иванушки International в качестве бэк-вокалиста. 
В 2002 году ему позвонил старый приятель Алексей Пузырёв и предложил присоединиться к своему коллективу.
Затем снова недолгая сольная карьера и работа в эстрадном ансамбле под руководством Сергея Мазаева. С новым коллективом состоялись концерты по многим городам и странам, но в 2014 году проект закончился в связи с кризисом.
В последние годы Олег являлся участником ВИА «Были на виниле» и продолжал до последнего заниматься творческой деятельностью.

### Уход из жизни
27 июня 2021 года Олег Кацура скончался в Москве на 62-м году жизни. По словам знакомых музыканта, он совершенно не занимался своим здоровьем, в конечном итоге запустив его. У Кацуры был тромбофлебит в запущенной форме. После неудачной операции музыканта не стало.
А вот, что написал по этому поводу друг музыканта Сергей Мазаев:
Не стало нашего друга, замечательного артиста Олега Кацуры. В последние годы с Олегом не было близких и родных людей, в связи с этим организован сбор средств на организацию похорон... У него всю жизнь был характер маленького ребенка. Жил один, ни семьи, ни детей. К тому же он оказался очень бедным человеком. Дело в том, что в России не охраняются авторские права. Поэтому  у нас музыканты, прозвучавшие на всю страну, ничего не имеют, они нищие. А только место на кладбище стоит полмиллиона рублей. Но ничего, мы справимся.
Отпевание Олега Кацуры проходило 30 июня в Храме Святого Симеона Верхотурского в Марьине. Проститься с музыкантом приходил продюсер Игорь Матвиенко, который работал с Олегом Кацурой. После отпевания в храме гроб с телом музыканта увезли на Николо-Архангельское кладбище. Он похоронен рядом с женой, которая скончалась несколько лет назад (участок №51А).

### Личная жизнь
Кацура был несколько раз женат. Последняя жена, Тамара, которая была с ним рядом около 30 лет, скончалась раньше него. В последние годы Кацура страдал от тромбофлебита ног и скончался от нарушения кровообращения. Есть сын Олег.